# Beania spinigera
Beania spinigera är en mossdjursart som först beskrevs av William MacGillivray 1860.  Beania spinigera ingår i släktet Beania och familjen Beaniidae. Inga underarter finns listade i Catalogue of Life.